# HSBC
HSBC  (The Hongkong and Shanghai Banking Corporation) este cea mai mare bancă din Europa în ceea ce privește capitalizarea, înființată în anul 1865 în Hong Kong și Shanghai, sub numele The Hongkong and Shanghai Banking Corporation. Având sediul în Londra, Anglia, compania este prezentă la nivel mondial și are peste 300.000 de angajați. HSBC are peste 10.000 de sucursale în 83 de țări. Conform listei Forbes Global 2000 din anul 2008, HSBC este cea mai mare companie din lume.
Conform revistei Forbes, HSBC era în anul 2008 a patra bancă pe plan mondial în ce privește averea (2.348 miliarde USD), a doua din lume în ce privește vânzările (146,5 miliarde USD), cea mai mare în ce privește valoarea la bursă (180,8 miliarde USD) și cea mai profitabilă bancă din lume cu venit net de 19,1 miliarde USD în anul 2007.
Grupul este listat la bursele din Londra, Hong Kong, New York și Bermude și are circa 21.000 de acționari din 120 de state (martie 2009).. Venitul net în anul 2008 a fost de 5,73 miliarde dolari.